# 田沢由哉
田沢 由哉（たざわ ゆうや、1987年4月17日 - ）は、北海道旭川市出身の元プロ野球選手（内野手）。右投右打。

## 経歴
旭川大高に入学すると、1年生にして早くも甲子園の舞台で登板し141km/hという速球を投げて注目された。
2005年夏、旭川商高に北北海道大会旭川地区代表決定戦で敗れ、甲子園出場を逃した。同年のドラフトで西武ライオンズに3巡目に指名され、投手として入団。
2006年は2軍で7試合に投げて防御率6.63、2007年は15試合に投げて防御率8.29、30四球、被本塁打8本とまだまだ荒削りなピッチングであった。
2009年シーズン終了後に内野手へ転向した。
2010年はファームで主に三塁手、外野手として出場するも打率.108と結果を残せず10月1日、球団から戦力外通告を受けた。

## 選手としての特徴・人物
投手としては、しなやかなフォームと185cmの長身から繰り出される最速146km/hのストレートと、100km/h前後の緩いカーブが武器の本格的右腕であった。

## 詳細情報

### 年度別打撃成績
- 一軍公式戦出場なし

### 背番号
- 50 （2006年 - 2009年）
- 61 （2010年）